# Деборин, Абрам Моисеевич
Абра́м Моисе́евич Дебо́рин (настоящая фамилия Ио́ффе; 4 [16] июня 1881, Упино, Россиенский уезд (ныне Шилальский район), Ковенская губерния — 8 марта 1963, Москва) — советский философ-марксист, один из создателей Института философии АН СССР. Академик Академии наук СССР (1929), профессор (1935). В 1907—1917 годах был меньшевиком. Член ВКП(б) с 1928 года.

## Биография
Родился в бедной еврейской семье. В юные годы научился слесарному ремеслу. В 1897 году в возрасте 16 лет стал участником нелегальных марксистских кружков. В 1903 году покинул Россию из-за преследований царской полиции.
В годы эмиграции окончил философский факультет Бернского университета (1908). Сблизился с Г. В. Плехановым, разделял многие из его взглядов. Возвратился в Россию в 1908 году, принимал активное участие в борьбе против власти.
В эмиграции меньшевик Деборин сошёлся с большевиком Лениным на общем понимании философии марксизма, это сближение было настолько сильным, что Ленин привлекал Деборина для споров с большевиками-позитивистами. Это сближение с Лениным впоследствии позволило Деборину занимать высокие посты в советской философско-идеологической иерархии.

Немедленно после выхода в свет работы А. В. Луначарского «Религия и социализм» я отозвался о ней в журнале «Современный мир». С рядом блестящих статей против богоискательства и богостроительства выступил Плеханов. Ленин подверг самой суровой критике богостроительство и богоискательство в своих знаменитых письмах к Горькому. Моё скромное участие в этой борьбе выразилось в освещении и критике кантианства, эмпириокритицизма, эмпириомонизма и эмпириосимволизма с точки зрения диалектического материализма сначала на страницах журнала «Современный мир», а затем в моей книге «Введение в философию диалектического материализма». Помимо литературных «встреч», мне пришлось лично не раз полемизировать с Луначарским и Богдановым на собраниях в Швейцарии. В 1907 г. женевские товарищи пригласили меня для доклада о махизме. Приглашение исходило от Г. В. Плеханова. На моём докладе в качестве оппонентов выступили А. В. Луначарский и А. А. Богданов, то есть те два лица, против которых в основном был направлен доклад.
— Воспоминания А. Деборина //  Вопросы философии № 2, Февраль  2009, C. 113-133.
Во время революции 1917 года он недолгое время был председателем городского совета в украинском городе Полтава.
По своим политическим воззрениям Деборин был меньшевиком и вступил в ВКП(б) в 20-е годы по предложению С. Орджоникидзе, который и дал ему рекомендацию. Был принят  в 1928 г., минуя кандидатский стаж.
Ленин на сомнения Емельяна Ярославского в целесообразности привлечения Деборина и Аксельрод к чтению лекций по философии в Университете Свердлова ответил, что их нужно привлечь обязательно: «По-моему, обязательно… Их бы обоих привлечь к выработке детальнейшей программы (и конспекта лекций) по философии и плана изданий по философии», прибавив при этом: «Если станут агитировать за меньшевизм, мы их поймаем: присмотреть надо».
В 1921 году возглавил философское отделение Института красной профессуры.
С 1922 года — член редакционной коллегии журнала «Под знаменем марксизма». С 1924 до начала 1931 года — заместитель по научной части директора Института К. Маркса и Ф. Энгельса. В 1926—1930 годах — ответственный редактор журнала «Под знаменем марксизма». В конце 20-х годов Деборина и его сторонников называли «философским руководством», поскольку они возглавляли журнал «Под знаменем марксизма» и большинство философских учреждений страны.
Возглавил образованную в январе 1927 года философскую секцию Коммунистической академии, в 1928 году с этой секцией при Коммунистической академии был объединён также возглавляемый Дебориным Институт научной философии РАНИОН, а в 1929 году этим объединением был организован Институт философии Коммунистической академии, первым директором которого стал А. М. Деборин. В 1928 году выступил с идеей создания «Философской энциклопедии», реализованной лишь спустя 35 лет.
В 1920-х годах Деборин выступал с критикой механицизма, отстаивая материалистическую диалектику. В так называемой «дискуссии механистов и диалектиков», отмечают: "…Механисты в массе своей были естествоиспытатели, … деборинцы — философы. Основную свою задачу они видели в разработке философских категорий в их абстрактном общем виде, опираясь при этом на систему диалектической логики Гегеля. Они в механистах — представителях естествознания — видели основное препятствие на этом пути, поскольку некоторые из них, не скрывая, повторяли основной позитивистский тезис: «Наука — сама себе философия». Деборинцы в этом видели угрозу для философии как абстрактной науки.
Как пишет А. А. Тахо-Годи, в конце 1920-х гг. Деборин сыграл «не последнюю роль в аресте» А. Ф. Лосева, которого в газете «Вечерняя Москва» назвал философом идеалистического направления. Лично Лосев и Деборин никогда знакомы не были, и сведения о ключевой роли Деборина в нападках на Лосева (которого до заметки Деборина считали материалистом, так как Лосев придерживался одновременно и христианства, и философского материализма, и большинства Святых Отцов, и Григория Паламы) излагаются со слов самого Лосева.
В январе 1929 года был провален на выборах в члены Академии наук в числе трёх кандидатов-коммунистов (вместе с Н. М. Лукиным и В. М. Фриче), избиравшихся в числе 42 новых академиков. В феврале 1929 года была проведена перебаллотировка уже с участием вновь выбранных в январе академиков-коммунистов. Деборин, Лукин и Фриче были избраны действительными членами Академии наук СССР.
9 декабря 1930 года И. В. Сталин встретился с членами бюро ячейки ВКП(б) Института красной профессуры философии и естествознания (ИКПФиЕ) и провёл беседу о положении на философском фронте и задачах борьбы на два фронта в философии, о необходимости разработки ленинского теоретического наследства. Эта встреча ознаменовала собой начало антидеборинской кампании против «меньшевиствующего идеализма».
В конце 1930 года был смещён с должности ответственного редактора журнала «Под знаменем марксизма», хотя и остался в составе редакционной коллегии. После принятия постановления ЦК ВКП(б) о журнале «Под знаменем марксизма» от 25 января 1931 г. академик А. М. Деборин был отстранён от руководства созданного им Института философии. С начала 1930-х годов Деборин подвергся резкой критике со стороны молодых советских философов-марксистов, в первую очередь Митина и Юдина. Со стороны президиума Комакадемии атаку на Деборина возглавили Милютин и Пашуканис. Как излагает проф. ВШЭ Георгий Джемалович Гловели, деборинцев "сбросили с лестницы «наглого террористического карьеризма» (по Семенову-Тян-Шанскому) после того, как их зарвавшийся «глава школы» намекнул Сталину, что готов сотрудничать с генсеком наподобие Маркса и Энгельса как «теоретик» с «практиком» (по Некричу). Генсек, с дней своего 50-летнего юбилея и партийно-государственного единовластия уже провозглашенный «старыми большевиками» великим «теоретиком марксизма», дал отмашку последним негодяям «философского фронта» развивать «ленинский» (читай: сталинский) этап марксизма и расправиться с диаматчиками-деборинцами за «меньшевиствующий идеализм» - недооценку Ленина-философа и захваливание идеалиста Гегеля и меньшевика Плеханова".
С 1935 года работал в АН СССР, вплоть до своей смерти оставаясь в числе наиболее влиятельных представителей философских элит в СССР[уточнить]. Преподавал в Школе особого назначения НКВД. Член Президиума, академик-секретарь Отделения общественных наук АН СССР (1937) и Отделения истории и философии АН СССР (1940—1941); пользовался поддержкой вице-президента Академии В. П. Волгина.
В 1943—1949 годах заведовал сектором новейшей истории Института истории АН СССР, был уволен по обвинению в «космополитизме», но вскоре восстановлен в должности старшего научного сотрудника. До 1951 года руководил Редакционно-издательским советом АН СССР, до 1953 года был фактическим редактором «Вестника АН СССР» (номинально журнал редактировали президенты Академии). В 1950-е годы неоднократно обращался к руководству партии и лично к Н. С. Хрущёву с требованием дезавуировать постановление о «меньшевиствующем идеализме». В 1956 Деборин был принят А. И. Микояном.

Микоян принял его по-дружески и всё расспрашивал, что такое «меньшевиствующий идеализм». «Я, — смеялся Деборин, — сказал Анастасу Ивановичу, что вот уже 25 лет стараюсь понять, что это такое, да так и не понял». Микоян качал головой, смеялся и обещал, что поддержит просьбу Деборина о снятии с него этого нелепого обвинения.— Некрич А. Отрешись от страха. Воспоминания историка. — Overseas Publications Interchange, 1979. — С. 178—179.
Когда Микоян предложил отменить постановление ЦК о «меньшевиствующем идеализме», против выступил секретарь ЦК КПСС П. Н. Поспелов.
18 октября 1956 г. Микоян внёс в Президиум ЦК КПСС проект постановления «Об академике Деборине А. М.», в котором предлагалось разрешить Деборину быть в учёных Советах и издавать свои труды, в результате его работы начали вновь издаваться. Как отмечает Е. В. Мареева: "Судьба А.Деборина отличалась от судьбы многих его товарищей, погибших в лагерях. Скорее всего, именно поступаясь принципами, он избежал репрессий 30-50-х гг. и даже сумел оказать влияние на становление официальной версии советской философии".
Похоронен на Новодевичьем кладбище.
Сыновья: Григорий (1907—1987) — доктор экономических наук, автор книг об истории международных отношений и Второй мировой войне; Гавриил (1915—1998) — доктор биологических наук.

## Философия
Одним из первых в советской философии Деборин вслед за Энгельсом признал важность вопроса «об отношении наших мыслей к окружающему нас внешнему миру». Он активно использовал понятия исторического и диалектического материализма. К существенным чертам диалектики учёный относил «признание скачков в процессе развития» и схему «отрицания отрицания». Символы, по его мнению, служат для организации человеческого опыта и не имеют абсолютно-реального значения.
«Деборин - специалист по философии. Не в том смысле, что он знает философию, а в том смысле, что он не знает ничего другого» (А. Богданов).

## Основные работы
- Введение в философию диалектического материализма. — Пг., 1916.
- Людвиг Фейербах. Личность и мировоззрение. — М., 1923.
- Г. Лукач и его критика марксизма. — М. : Материалист, 1924. — 46 с.
- Ленин как мыслитель. — М., 1926.
- Философия и марксизм. Сб. статей. — М.-Л., 1930.
- Диалектика и естествознание. — Изд. 4-е. — М. : Гос. издательство ; Ленинград : Гос. издательство, 1930. — 354, [1] с.
- Очерки по истории материализма XVII—XVIII вв. — М.-Л., 1930.
- Новое учение о языке и диалектический материализм. — М. ; Л. : Издательство Акад. наук СССР, 1935. — 60 с.
- Материализм и диалектика в древнеиндийской философии // Вопросы философии. — 1956. — № 1.
- Философия и политика. — М., 1961. — 748 с.
- Социально-политические учения нового и новейшего времени, т. 1-3. М., 1958-67.
- Диалектика в немецкой классической философии : Кант, Шеллинг, Фихте, Гегель. — М. : URSS : Либроком, 2012. — 300, [2] с. — (Из наследия мировой философской мысли: история философии. Размышления о марксизме). — ISBN 978-5-397-03284-1

## Награды
- два ордена Трудового Красного Знамени (10.06.1945; 1961) (в обоих случаях представлялся к награждению орденом Ленина)[15].
- Медаль «За доблестный труд в Великой Отечественной войне 1941—1945 гг.» (1945).